# Eva Christian
Eva Christian, nome d'arte di Evelyne Gutmann (Berlino, 27 maggio 1937), è un'attrice tedesca.

## Biografia
Eva Christian, nata a Berlino, è cresciuta in Romania. Si è laureata in Discipline dello Spettacolo all'Università di Bucarest, dopo aver debuttato come attrice nel 1957 in un film diretto da Liviu Ciulei, L'eruzione, ricoprendovi il ruolo della protagonista. 
Dopo la laurea ha vissuto per alcuni anni nella Germania Ovest. Qui ha proseguito la sua carriera di attrice, lavorando sia per il grande schermo sia in teatro.
All'inizio degli anni '70 si è spostata in Brasile, dove ha partecipato a film e a telenovelas, tra le quali O Cafona e Jerônimo, o Herói do Sertão: di quest'ultima è stata interprete femminile principale.
Ritornata poi in Europa, ha lavorato anche in Italia, prendendo parte allo sceneggiato televisivo Verdi (dove ha dato volto a Teresa Stolz), alla miniserie Facciaffittasi e al film tv Resurrezione.
Nel terzo millennio è stata perlopiù attiva sui palcoscenici tedeschi. 

## Vita privata
Risiede a Monaco di Baviera; possiede anche una casa a Berlino e un'altra a Roma. Parla tedesco, rumeno, italiano, inglese, francese e un po' di portoghese. Ha praticato basket, nuoto e tennis.